# 香港民主運動
香港民主運動（英語：Democratic development in Hong Kong），是香港政治和香港選舉制度上的一連串運動，自1980年代起主要由香港泛民主派人士推動，目標為要求實行真普選：由香港市民“一人一票”（英語：One man, one vote）和沒有「不合理的限制」下，選出行政長官和所有立法會議員（要求廢除功能組別）。

## 英屬時期
香港自1842年起，清政府於鴉片戰爭失敗後，與英國先後簽署《南京條約》、《北京條約》把香港島及九龍半島南部的統治權永久割讓和授予英國，1898年更簽署《展拓香港界址專條》把新界租給英國，為期99年。
香港殖民地成立後，其政治制度主要根據《英皇制誥》和《皇室訓令》兩份文件建立。開埠初期至1980年代初香港總督的權力很大，是英國皇室在香港的全權代理人。因此這長達140年的時間內香港沒有任何民主可言。港督之下有行政局和立法局：行政局是協助港督決策的機構，所有重要決策均由港督會同行政局作出；立法局名曰立法，但其實只是港督的諮詢機構，因所有立法局議員都是由政府委任，所以政府在立法時有絕對的控制權。由於當時港督有權力去委任行政局及立法局的議員以及法官，加上港督也是行政局及立法局的當然主席，因此港督控制了行政、立法及司法權力，並非三權分立。早期香港政治制度由英國人全權控制，到了1884年，首位華人（伍廷芳）被委任為立法局議員；至1926年，首位華人（周壽臣）被委任為行政局議員。
香港重光後，時任總督楊慕琦於1946年5月為爭取香港市民對英國殖民統治的支持，於同年8月28日發表一份政治制度改革方案，史稱《楊慕琦計劃》。計劃內容主要是建立一個由民選議員組成的香港市議會。由於當時香港人對政治並不熱衷，英國的殖民地部門內部意見分歧，故計劃並未得到廣泛認同。加上在1949年，國共內戰對中國政治局勢的變化，促使計劃的擱置。

在1958年1月30日，中國總理周恩來會見訪華的英國上將時，希望他向當時的英國首相麥美倫轉達以下說話：
「任何將香港變成自治領的行動，中國均會視之為非常不友善的舉動。中國希望現時香港的殖民地政治狀態，絲毫不變。」
當時的英國高層官員，一致認為若英國讓香港人普選自己的議會和政府，中國必定強烈不滿，進而使中國決定提早收回香港。最後，英國也沒有積極地在香港實行大規模的政治民主改革。
1960年代，香港的市政機構：市政局首次實行選舉，讓合資格的選民選出代表他們的議員，參與決定市政政策，但由於選民資格具一定門檻，一般大眾沒有選舉權。
1970年代，時任港督麥理浩推出在香港推行代議政制的概念，讓市民有參政的權利。另一方面，英國政府的殖民地部也開始對香港的監控逐漸放寬，使香港政府有著更大的權力，例如政府財政自主、港元匯率自主等。
1982年9月，英國首相戴卓爾夫人訪京，香港前途談判正式展開。由於英國不想放棄統治香港，而中國則堅持收回主權，故雙方最初的談判非常激烈。英方堅持與清朝簽訂的條約有效，故香港島與九龍半島的主權屬於英國；中方則堅持不承認不平等條約。英方後來讓步，提出主權換治權，即英方承認中方擁有香港主權，換取中方讓英方在1997年後繼續管治香港。最後，英方再次讓步，承認中方擁有香港主權，並承諾在1997年6月30日後結束在香港的統治。經過22輪的談判，中英在1984年12月19日簽定了《中英聯合聲明》。
1982年，香港正式推行代議政制，成立區議會，香港民主運動亦正式開始。當時的投票雖然還是很簡陋，但在市民大眾中仍然有一定的影響力。1986年，區域市政局成立，實行類似市政局的選舉制度。同年9月，立法局開始進行間接選舉。
1991年，立法局開始有地區直選的議席。有人認為1980年代英國政府知道有可能要將香港交還給中國，才開始在立法局中引入直選。1992年，最後一任港督彭定康推出政改方案，大幅增加立法局的直選議席。1995年英屬香港最後一屆立法局選舉，有20個地區直選議席，是最多的一屆；另有功能組別30席，由選舉委員會選出的10席；官守和委任議席全部取消。中共對此不滿，之后「直通車」被取消，臨時立法會等事件。當中的「直通車」安排是指最後一屆所有民選議員任期跨越1997年6月30日至任期完結。

## 主權移交後
1997年7月1日，中國正式接管香港的主權，香港成為中國管治下的一個特別行政區。根據1984年中英雙方簽署的《中英聯合聲明》，在中國接管香港主權後，香港享有除外交和國防方面外的高度自治權。根據香港的憲制性文件《香港基本法》所規定，香港在回歸後的50年內享有獨立的政治制度、經濟管理權和司法權，並保持原有的資本主義生活方式不變。同時，香港可以繼續以「中國香港」的名義參與國際事務，並與其他國家簽訂協議。此外，中央政府還在《香港基本法》中訂明了行政長官與立法會全體議員將最終以普選方式產生。

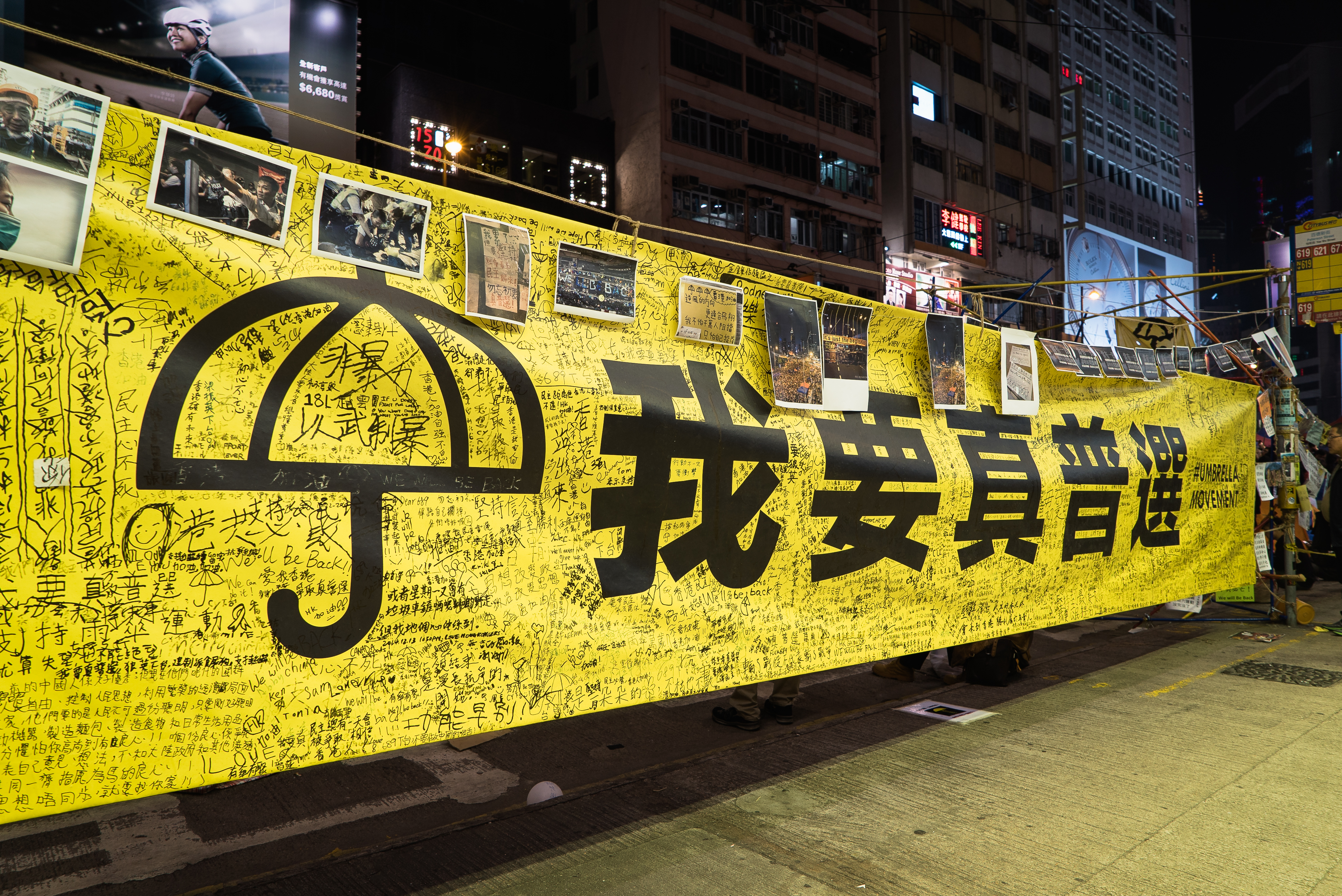
雨傘革命期間的「我要真普選」標語

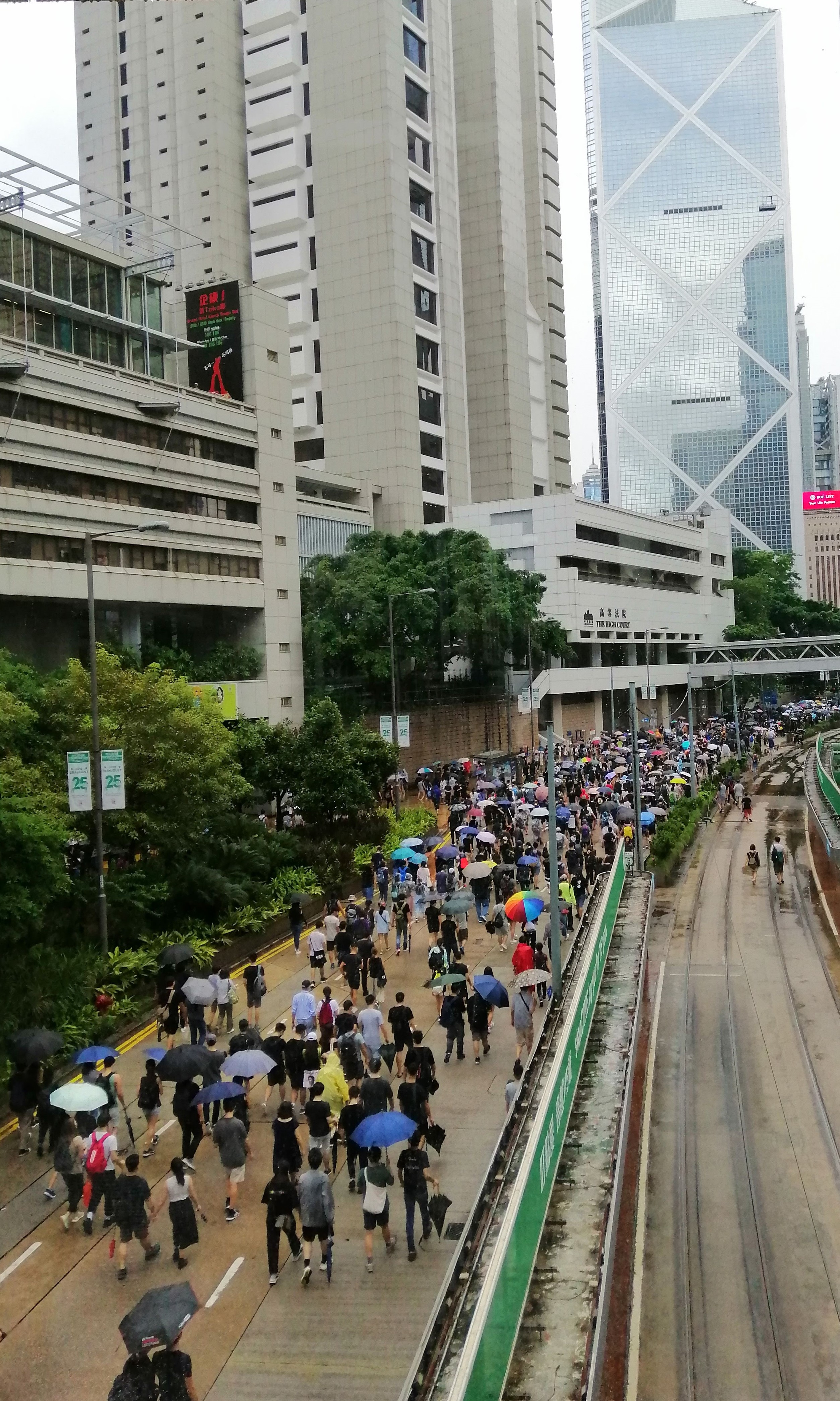
反對人大「八三一決定」的人群在香港高等法院附近遊行示威

香港主權移交前后，普選问题一直是討論香港民主時繞不開的議題，也是不斷撕裂的中港關係的縮影。雖然中國政府在《香港基本法》中做出對香港政治體制進行改革的承諾，即允许香港合資格選民在未來通过普遍選舉產生立法會全體議員和特別行政區行政长官，然而，中央政府與香港泛民主派間在此議題上長期意見不合。2003年以來，中央政府曾多次嘗試在政制改革議題上與香港泛民主派人士達成共識，但仍被批「只是一味拖延，根本沒有實施政改、落實普選的誠意」「十年下來未見任何轉變」，引起了泛民主派人士的不滿。自此以後，又以2014年8月31日由十二屆全國人大常委會通過的「八三一決定」為代表的一系列有關香港政制改革的決議，更加激化了中央政府與香港泛民主派間的矛盾，並引發了香港多次要求政治體制改革、爭取達成「真普選」的民主運動，其中包括2014年的雨傘革命和2019年的反對逃犯條例修訂草案運動。以立法會議員選舉為例，根據《香港基本法》，2007年以前立法會由直選議員和非直選議員組成。在第一屆立法會選舉中，20名議員是由分區直選通過普選產生。 而非直選議員中，分別有30人經功能團體選出和再有10人經800人所組成的選舉委員會選出。之後在第二屆立法會選舉中，有24名議員是經由分區直選通過普選所產生，而非直選議員中，30人是經功能界別選舉產生，另外6人經選舉委員會選出。2004年、2008年的選舉中，選舉委員會所產生的6席被取消，由分區直選取代。由於有投票權選舉非直選議員的人士，同時可選出直選議員，因此被批評選舉「不公正，不民主」。

### 「0708政改方案」
2004年1月7日，時任行政長官董建華發表年度《施政報告》，不願意定出「普選時間表」，表示需要徵詢中央政府意見。4月6日，十屆全國人大常委會通過關於《香港基本法》附件一第七條和附件二第三條的解釋，修改有關特首及立法會產生辦法的規定，政改程序由原本「三部曲」改為「五部曲」，實質性否定了於2007年與2008年在香港實行雙普選。
時任政務司司長曾蔭權遵循人大釋法意見，提出政改諮詢。經過18個月的諮詢，港府於2005年10月19日發表了《2007年行政长官及2008年立法會產生办法建議方案》（即「0708政改方案」），并於12月21日将這一議案提交立法會。同日，立法會以34票贊成、24票反對、1票棄權，未達三分之二比例否決「0708政改方案」，其中25名泛民主派議員無一投贊成票。政改方案被否決後，國務院港澳事務辦公室發言人表示，2007年行政长官和2008年立法會的產生辦法将不作修改，繼續沿用原有辦法。

### 2012年政制改革方案

#### 《政制發展綠皮書》
2007年7月11日，港府发表《政制發展綠皮書》，就普選行政长官和立法會的模式、路線圖和時間表等，分别提出多個方案，并開啟了为期三個月的公眾諮詢期，为政改「五部曲」的第一部做準備，這也標誌著2012年政改的開端。

#### 「政改時間表」
2007年12月29日，十屆全國人大常委會第31次會議通过了《全國人民代表大會常務委員會關於香港特别行政區2012年行政长官和立法會產生辦法及有關普選問題的決定》，宣布香港可於2017年普選行政长官，在行政长官普選後，即2020年，立法會全部議員也可以由普選產生。因此，2012年政改方案中有關雙普選的內容，實質性被否決。

#### 2012年政改方案
2010年4月14日，港府發表《2012年行政長官及立法會產生辦法建議方案》，提出具體改革建議，準備交由立法會通過。其條文不少地方均參照了2005年被否決的方案。具體建議方案如下：
- 行政長官選舉：選舉委員會人數由800人增加至1200人，其中原政界的「區議會」界別增加75席，「立法會」及「政協」界別增加10席，「鄉議局」界別增加5席。

- 立法會選舉：地區直選議席由30席增加至35席，功能界別議席由30席增加至35席，其中「區議會」界別由現有一席增至六席，由民選區議員互選產生，採用比例代表制。

泛民主派團體對此方案並不滿意，認為其只交代了2012年行政長官及立法會產生辦法，並未交代「終極普選路線圖」。由此，社民連和公民黨發起「五區辭職、變相公投」行動，引發2010年立法會地方選區補選。

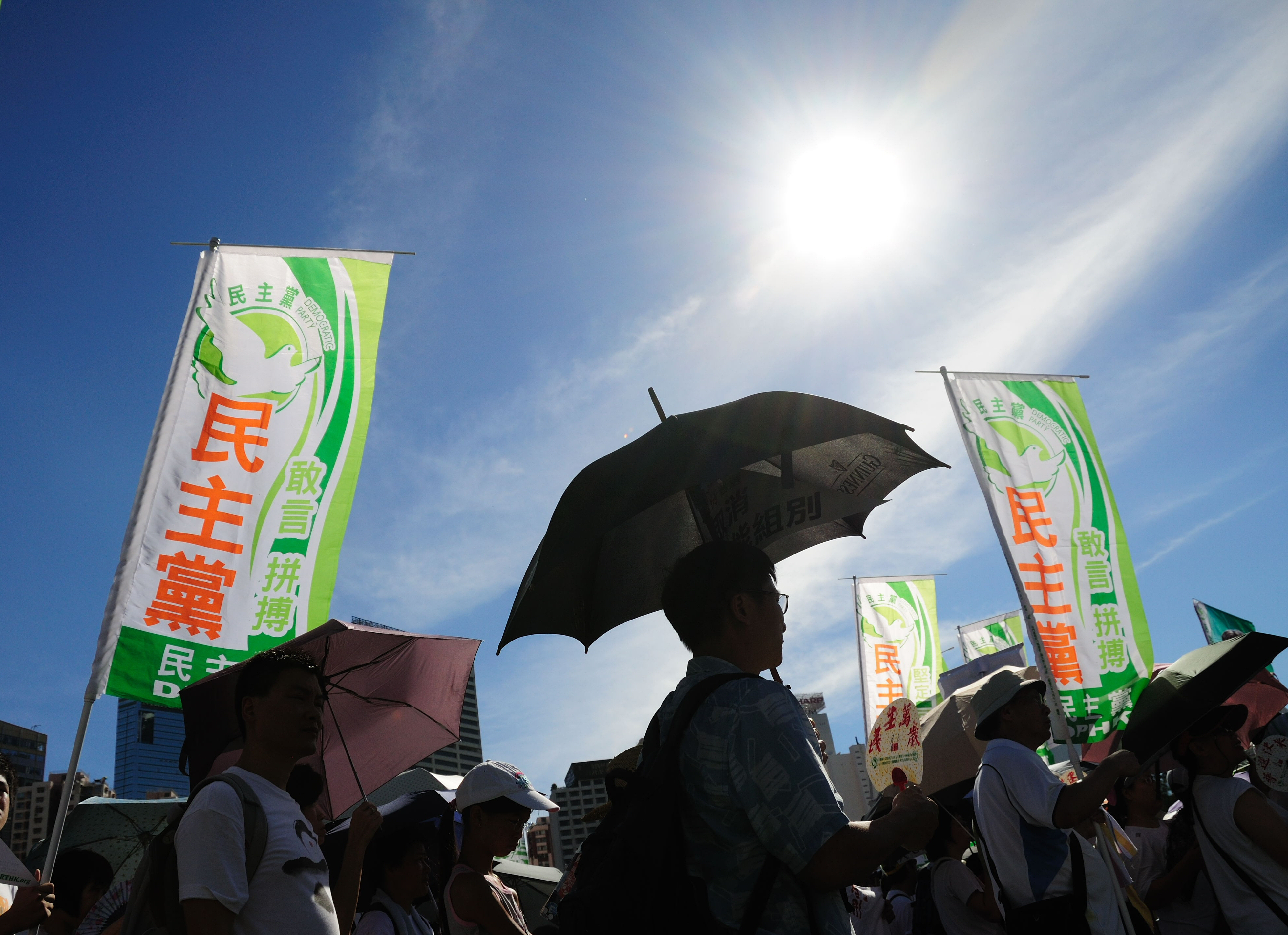
2010年「七一大遊行」

#### 「破冰會面」
沒有參加「變相公投」的民主黨、香港職工會聯盟等組織則發起「終極普選聯盟」，嘗試以談判方式爭取終極普選方案。他們提出新增區議會議席由沒有其他功能組別投票權的選民選出，要求中央接納。2010年5月24日，民主黨主席何俊仁、副主席劉慧卿和教協會長、教育界立法會議員張文光與中聯辦副主任李剛就政改方案會面，即「破冰會面」，其為泛民主派因歷史原因而與中央政府決裂後21年來，首次與中央政府代表進行直接會面和對話。破冰會面後，中聯辦也先後與民協、終極普選聯盟等溫和泛民的主要成員會面，聽取關於2012年政改方案的意見。

### 立法會選舉情況
以下是立法會自香港主權移交以來的議席比較。
| 屆別   | 民主派           | 建制派         | 合共           |
| ------ | ---------------- | -------------- | -------------- |
| 第一屆 | 20               | 40             | 60             |
| 第二屆 | 22               | 38             | 60             |
| 第三屆 | 25→26            | 35→34          | 60             |
| 第四屆 | 23               | 37             | 60             |
| 第五屆 | 27               | 43             | 70             |
| 第六屆 | 29→27→23→25→23→0 | 40→42→43→42→41 | 70→68→64→68→42 |
| 第七屆 | 0                | 89             | 90             |

總體來說，自2004年至2016年以來，民主派的議席與建制派呈現六四比（建制派佔有逾六成議席，民主派佔有四成議席）。因為功能界別，民主派即使在地區直選取得55%-60%的選票，亦一直無法奪得立法會的過半數控制權。相反，建制派在地區直選只獲約四成選票，但獲得六成的議席。
1998年、2000年的選舉被建制派描述為公開、公平以及具代表性。但民主派則描述為不公平，因為有些人擁有比其他人更多的投票權。此後選舉中，建制派贏取了大部份的間選議席（事實上，有三分之一的功能界別因以公司及團體票為主，無須經過選舉投票而自動當選），民主派人士以及無黨派人士則贏取了大部份的直選議席及個人票選出的專業界別間選議席。
泛民一直認為選舉制度不公平，因此長期要求廢除功能組別議席。
2012年香港政治制度改革諮詢時，社民連與公民黨五名議員作出五區總辭以引發2010年香港立法會地方選區補選（「五區公投」）。但終極普選聯盟（終普聯）包括民主黨反對「五區公投」，並秘密會見中央人民政府駐香港特別行政區聯絡辦公室（香港中聯辦），獲得中聯辦接受終普聯的方案。激進民主派認為民主黨出賣了香港民主，人民力量（從社民連分裂出來）並在2011年香港區議會選舉狙擊民主黨。而溫和民主派和激進民主派之間的分裂更催生本土自決派（現稱「抗爭派」）的出現，在2016年香港立法會選舉後更加激烈。
2016年香港立法會選舉後，因為香港立法會宣誓風波導致第五次人大釋法，6名民主派及本土派立法會議員其後分別在2016年11月15日及2017年7月14日被高等法院褫奪立法會議員的資格。其後在3月11日舉行的2018年香港立法會補選，補選的4席中，民主派只能當選2席，其餘2席由建制派取得。
2020年11月11日，全國人大常委會審議通過《全国人民代表大会常务委员会关于香港特别行政区立法会议员资格问题的决定》，另行立法並自行定義任何議員具有「宣揚或支持港獨主張、尋求外國或境外勢力干預香港事務等危害國家安全行為」，不擁護《香港基本法》、效忠香港特區法定要求及條件的議員喪失資格。民主派議員楊岳橋、郭榮鏗、郭家麒、梁繼昌隨即被香港政府宣佈喪失議員資格。15名民主派議員隨後總辭抗議，非建制派只有熱血公民鄭松泰和中間派陳沛然留任。
2021年3月，全國人大常委會審議通過《全國人大關於完善香港選舉制度的決定》，對行政長官及立法會的產生辦法進行修改，以落實中共中央和中國政府對香港特別行政區的「全面管治權」，實行「愛國者治港」。在愛國者治港模式下，幾乎所有民主派人士都被中央定性為「意圖顛覆及危害國家安全」，無法參與任何選舉，使得建制派在同年的立法會選舉全面勝出。

#### 民主運動失敗的原因
一篇已出版的英文學術論文探討了這個失敗問題並試圖做出全面的解釋。該論文由前香港科技大學教授練乙錚博士所著，他曾是首任香港特首董建華的高級政策顧問和演講辭撰稿人。他主張，香港的民主運動背離了「香港優先」的理念；此外，民主派系和本土派系當中的內鬥與中英勢力之間的競爭也共同促成了當今香港的政治局面。

## 主要事件
- 1970年代香港學生運動
- 七一遊行
- 五區公投
- 讓愛與和平佔領中環／雨傘革命
- 2016年旺角騷亂
- 香港人權與民主法案
- 反對逃犯條例修訂草案運動
- 詳見香港遊行列表